# FA Community Shield 2016
Lo FA Community Shield 2016 si è disputata domenica 7 agosto 2016 al Wembley Stadium di Londra.
La sfida ha visto contrapporsi il Leicester City, campione d'Inghilterra in carica, ed il Manchester United, detentore dell'ultima FA Cup. Per il Leicester City si è trattata della seconda apparizione nella competizione, la prima dopo 45 anni, mentre il Manchester United è tornato a giocarla dopo tre anni.
A conquistare il trofeo è stato il Manchester United, che si è imposto per 2-1 grazie alle reti di Jesse Lingard e Zlatan Ibrahimović. La squadra di José Mourinho ha vinto il Community Shield per la 21ª volta nella sua storia.

## Partecipanti
| Squadre        | Qualificazione                           | Partecipazioni precedenti (il grassetto indica la vittoria) |
| -------------- | ---------------------------------------- | --- |
| Leicester City | Vincitore della Premier League 2015-2016 | 1 (1971) |
| Manchester Utd | Vincitore della FA Cup 2015-2016         | 29 (1908, 1911, 1948, 1952, 1956, 1957, 1963, 1965, 1967, 1977, 1983, 1985, 1990, 1993, 1994, 1996, 1997, 1998, 1999, 2000, 2001, 2003, 2004, 2007, 2008, 2009, 2010, 2011, 2013) |

## Tabellino
| Arbitro: | Craig Pawson (South Yorkshire) |

|           |           |                             |
| Vardy 52’ | Marcatori | 32’ Lingard 83’ Ibrahimović |

| Leicester City | Manchester United |

### Formazioni
| P               | 1  | Kasper Schmeichel |     |     |
| TD              | 17 | Danny Simpson     | 40’ | 63’ |
| DC              | 6  | Robert Huth       |     | 89’ |
| DC              | 5  | Wes Morgan (c)    |     |     |
| TS              | 28 | Christian Fuchs   |     | 80’ |
| CD              | 26 | Riyad Mahrez      |     |     |
| CC              | 10 | Andy King         | 55’ | 62’ |
| CC              | 4  | Danny Drinkwater  |     |     |
| CS              | 11 | Marc Albrighton   |     | 46’ |
| AD              | 20 | Shinji Okazaki    |     | 46’ |
| AS              | 9  | Jamie Vardy       | 75’ |     |
| A disposizione: |    |                   |     |     |
| P               | 21 | Ron-Robert Zieler |     |     |
| D               | 2  | Luis Hernández    |     | 63’ |
| D               | 15 | Jeffrey Schlupp   |     | 80’ |
| C               | 22 | Demarai Gray      |     | 46’ |
| A               | 23 | Leonardo Ulloa    |     | 89’ |
| A               | 7  | Ahmed Musa        |     | 46’ |
| A               | 24 | Nampalys Mendy    |     | 62’ |
| Allenatore:     |    |                   |     |     |
| Claudio Ranieri |    |                   |     |     |

| P               | 1  | David de Gea        |     |           |
| TD              | 25 | Antonio Valencia    |     |           |
| DC              | 3  | Eric Bailly         | 71’ |           |
| DC              | 17 | Daley Blind         |     |           |
| TS              | 23 | Luke Shaw           |     | 69’       |
| MED             | 16 | Michael Carrick     |     | 61’       |
| MED             | 27 | Marouane Fellaini   |     |           |
| ED              | 14 | Jesse Lingard       |     | 63’       |
| CO              | 10 | Wayne Rooney (c)    |     | 87’       |
| ES              | 11 | Anthony Martial     |     | 70’       |
| A               | 9  | Zlatan Ibrahimović  |     |           |
| A disposizione: |    |                     |     |           |
| P               | 20 | Sergio Romero       |     |           |
| D               | 5  | Marcos Rojo         |     | 69’       |
| C               | 21 | Ander Herrera       |     | 61’       |
| C               | 28 | Morgan Schneiderlin |     | 87’       |
| C               | 8  | Juan Manuel Mata    |     | 63’ 90+3’ |
| C               | 22 | Henrikh Mkhitaryan  |     | 90+3’     |
| A               | 19 | Marcus Rashford     |     | 70’       |
| Allenatore:     |    |                     |     |           |
| José Mourinho   |    |                     |     |           |